# 12613 Hogarth
12613 Hogarth là một tiểu hành tinh vành đai chính với chu kỳ quỹ đạo là 1572.0350338 ngày (4.30 năm).
Nó được phát hiện ngày 24 tháng 9 năm 1960.